# Pavel Adrián Zemek
Pavel Adrián Zemek O. Praem. (* 10. července 1961 Praha) je český římskokatolický kněz, který v letech 1996 až 2006 působil jako generální vikář plzeňské diecéze a administrátor proboštství v Doksanech.

## Život
Pochází z věřící rodiny, jeho otec pracoval v továrně Rudý Letov a skoro celý život ministroval. Dětství prožil se svými dvěma sourozenci v Praze-Strašnicích, kam se rodina přistěhovala, když mu bylo dva a půl roku. Vystudoval gymnázium a Cyrilometodějskou bohosloveckou fakultu v Litoměřicích (1982–1987). Kněžské svěcení přijal 27. června 1987 v kostele sv. Cyrila a Metoděje v Praze, svou primici sloužil o tři dny později ve vršovickém kostele sv. Václava.
Stal se členem premonstrátského řádu a v letech 1987 až 1991 byl farním vikářem v Plzni, od roku 1991 pak administrátorem farností u kostela sv. Norberta v pražských Střešovicích. Na podzim 1996 začal zastupovat nemocného generálního vikáře plzeňské diecéze Josefa Žáka, jehož nakonec od 1. února 1997 v jeho úřadu nahradil. Po deseti letech služby požádal o uvolnění z funkce, a biskup Radkovský proto k 1. prosinci 2006 jmenoval jeho nástupcem Roberta Falkenauera s tím, že mu Zemek bude agendu postupně předávat a v Plzeň zůstane až do konce ledna 2007.
V letech 2007 až 2008 působil jako převor strahovského kláštera a od 1. září 2008 byl ustanoven administrátorem proboštství v Doksanech, administrátorem excurrendo ve farnostech Brozany, Dolánky a Libotenice, od 1. srpna 2010 pak navíc administrátorem excurrendo ve farnostech Bohušovice nad Ohří a Terezín. V Doksanech zajišťuje také duchovní službu pro řeholnice tamního kláštera sester premonstrátek.
Od 1.7. 2020 ustanoven farářem na poutním místě Svatý Kopeček u Olomouce.